# Parti libertarien (Argentine)
Pour les articles homonymes, voir Parti libertarien.
Le Parti libertarien (en espagnol : Partido Libertario, abrégé en PL) est un parti politique argentin de droite voire d'extrême droite, fondé le 16 octobre 2018. Son idéologie principale est le libertarianisme conservateur. Javier Milei est sa principale référence dans le pays.

## Idéologie
L'idéologie du parti, selon sa propre plate-forme, est centrée sur le libertarianisme et penche en faveur des marchés libres et plaide pour un modèle d'État minimal et laïc, entre autres idées. Cependant, parmi ses militants, on retrouve des positions classiques libérales, anarcho-capitalistes et transversalistes.
La principale figure et chef du parti, Javier Milei, a plusieurs positions politiques qui ont été considérées comme conservatrices, comme son opposition à l'avortement, y compris les cas d'abus sexuels, et son rejet de l'éducation à la sexualité (ESI) dans les écoles,. L'antiféminisme est une constante dans le discours de Milei et de son entourage. Le Parti libertarien soutient une loi visant à permettre aux hommes de renoncer à leur statut de père et aux obligations qui y sont attachées comme les pensions alimentaires.

## Jeunesse libertarienne

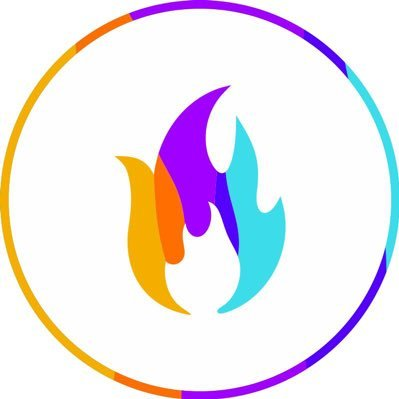
Logo de la jeunesse libertarienne.

Le parti a son groupe de jeunes, appelé Juventud Libertaria (également appelé Jóvenes Libertarios). Ses débuts ont lieu dans la ville de Buenos Aires, mais avec l'affiliation de Javier Milei au PL et son ascension politique ultérieure, il a commencé à être plus reconnu, atteignant une présence dans plusieurs provinces du pays.